# Franz Pfanner
Franz Wendelin Pfanner, né le 21 septembre 1825 à Langen, près de Brégence, et mort le 24 mai 1909 à Emmaüs dans le Natal, est un trappiste autrichien, fondateur des  missionnaires de Mariannhill et des sœurs missionnaires du Précieux-Sang.

## Biographie
Il entre à l'école secondaire de Feldkirch puis à Innsbruck. Il décide de devenir prêtre, étudie la philosophie à Padoue, puis la théologie à Brixen en 1846, où il est ordonné prêtre en 1850 et devient vicaire dans le Voralberg. Neuf ans plus tard, il est nommé aumônier militaire dans l'armée autrichienne qui combat les armées de Napoléon III en Italie, mais il n'a pas le temps d'arriver en poste, car la guerre est aussitôt terminée. Il est alors aumônier des Sœurs de la Miséricorde à Agram pendant plusieurs années. Il est à Rome en 1862, lorsqu'il prend connaissance de l'ordre des trappistes qui le séduit. En attendant la permission de son évêque pour y demander son admission, il part en pèlerinage pour la Terre sainte en 1863.
Il prononce ses vœux à la trappe de Mariawald en novembre 1864, dont il est nommé le sous-prieur quelques semaines plus tard et maître des novices. Il est de santé fragile et se prépare donc à y mourir. En fait, il recouvre la santé et se trouve à Rome en 1866 pour réorganiser la trappe des Trois-Fontaines, puis il est chargé d'une nouvelle implantation dans l'Empire ottoman. Les difficultés semblent insurmontables, mais il parvient à fonder une nouvelle maison, Maria Zvezda (Étoile de Marie en français, Mariastern en allemand), à Banja Luka en Bosnie qui devient abbaye en 1879.
Mgr Ricards, vicaire apostolique du vicariat des terres orientales du cap de Bonne-Espérance est alors en Europe pour recruter des trappistes volontaires pour l'évangélisation des Cafres. Franz Pfanner s'enthousiasme pour le projet et arrive à Dunbrody, en juillet 1880, avec trente-et-un moines. Cependant l'endroit est si inhospitalier qu'il demande à déménager sa fondation avec la permission de Mgr Charles Jolivet, OMI, et de s'établir plus au nord dans son vicariat du nord-Natal. Il achète donc en décembre 1882 une parcelle de terrain de la Land Colonization Company, près de Pinetown dans un endroit appelé la ferme de Zoekoegat. C'est ici que se construit la future abbaye de Mariannhill. On y baptise en 1884 les premiers indigènes.
Le P. Pfanner décide de fonder une nouvelle congrégation religieuse pour l'aider dans sa mission, c'est le début des Sœurs missionnaires du Précieux-Sang. Mariannhill est érigée en abbaye en 1885 et il en est élu le premier abbé mitré. Rapidement, l'abbaye attire de nombreuses vocations et devient le monastère le plus important du monde en 1898 avec 285 moines.
Il démissionne en 1893 sentant ses forces décliner et il s'installe dans une nouvelle fondation à Emmaüs, où il meurt en ermite en 1909. Son procès en béatification a commencé en 1981.

## Création de la congrégation missionnaire
C'est quelques mois avant la mort de Franz Pfanner que le Saint-Siège donne son approbation à un changement de statut, car la règle cistercienne n'était à l'époque pas suffisamment adaptée pour les missions africaines. La règle est donc adaptée à la fondation et la congrégation prend le nom de missionnaires de Mariannhill. Elle est séparée de l'ordre de Cîteaux en 1909. Saint Pie X approuve aussi les constitutions des Sœurs du Précieux-Sang, en 1906, qui dès lors vont connaître une croissance extrêmement rapide, jusque dans les années 1960.